# The Circle and the Blue Door
The Circle and the Blue Door debitantski je studijski album britanskog rock-sastava Purson. Diskografske kuće Rise Above i Metal Blade objavile su ga 29. travnja 2013. u Europi i dan poslije u Sjevernoj Americi.

## Popis pjesama
Tekstovi i glazba: Rosalie Cunningham i Ed Turner. 
| 1.    | »Wake Up Sleepy Head«    | 2:06 |
| 2.    | »The Contract«           | 4:11 |
| 3.    | »Spiderwood Farm«        | 5:09 |
| 4.    | »Sailor's Wife's Lament« | 3:59 |
| 5.    | »Leaning On a Bear«      | 3:27 |
| 6.    | »Tempest and the Tide«   | 5:06 |
| 7.    | »Mavericks and Mystics«  | 3:48 |
| 8.    | »Well Spoiled Machine«   | 5:09 |
| 9.    | »Sapphire Ward«          | 5:02 |
| 10.   | »Rocking Horse«          | 4:25 |
| 11.   | »Tragic Catastrophe«     | 5:21 |
| 47:46 |                          |      |

## Recenzije
| Recenzije    | Recenzije |
| Izvor        | Ocjena    |
| ------------ | --------- |
| AllMusic     | [ 4 ]     |
| Blabbermouth | 8/10      |
| Pitchfork    | 7,2/10    |
| Sputnikmusic | 4/5       |

Dobio je uglavnom pozitivne kritike. Kim Kelly dala mu je 7,2 boda od njih 10 u recenziji za Pitchfork i zaključila je: „[Članovi] Pursona glasno uživaju u ekscentričnosti i čudnu imidžu, što bi ozbiljnijim slušateljima ili onima koji ne slušaju progresivni rock moglo biti pretjerano. No bez obzira na to zvuči li taj uradak neprirodno ili ne, ova je skupina vještičje i divlje djece svakako autentičnija od određene grupe Šveđana koja drži dildače odjevena u kostime za Noć vještica.” Pišući za AllMusic, Gregory Heaney dao mu je tri i pol zvjezdice od njih pet i izjavio je: „Iako ima skupina potpuno posvećenih sviranju heavy metala, malo njih pruža vam iskustvo onako kako to čini Purson, koji i dalje pokušava uhvatiti tu tajnovitost [Led] Zeppelina u današnje doba, kad do svega ljudskog znanja možete doći klikom miša. Međutim, ako se na trenutak isključite i posvetite se slušanju glazbe onoliko koliko se sastav posvetio snimanju pjesama, The Circle and the Blue Door neće vas razočarati.”
Sajt Blabbermouth dao mu je 8 bodova od njih 10 i komentirao je: „Sve u svemu, ako se Purson lukavo koristi pomamom za okultnim rockom koji su izvođači poput Ghosta i The Devil's Blooda gotovo uveli u popularnu kulturu, [taj sastav] svakako izvodi neobične, hrabre i relativno jedinstvene pjesme toga žanra.” Sputnikmusicov mu je recenzent dao četiri boda od njih pet i napisao je: „The Circle and the Blue Door vrijedan je dodatak svakoj zbirci albuma usredotočenoj na okultni i staromodni rock. Riječ je o iznimno dojmljivu djelu objavljenu u doba propitivanja hoće li taj obnovljeni stariji rock  zadržati izvornu spontanost i kvalitetu.”

## Zasluge
| Glazbenici na albumu - Rosalie Cunningham – vokal, električna gitara, akustična gitara, akustična gitara s 12 žica, melotron, orgulje, Wurlitzer, udaraljke, produkcija - Ed Turner – bas-gitara, akustična gitara, produkcija - Raphael Mura – bubnjevi - William Cunningham – saksofon | Ostalo osoblje - Ed Deegan – miksanje |